# Lo spettro del passato
Lo spettro del passato (Un revenant) è un film del 1946 sceneggiato e diretto da Christian-Jaque. Venne presentato in prima mondiale al Festival di Cannes 1946.
Le coreografie del film si devono a Gsovsky. Le musiche sono firmate da Arthur Honegger che appare nel film nel ruolo di sé stesso.

## Trama
Direttore di una compagnia di balletto celebre in tutto il mondo, Jean-Jacques Sauvage vuole "rodare" il nuovo spettacolo in provincia prima di presentarlo a Parigi. Ritorna così a Lione, la sua città natale. Lì, vent'anni prima, innamorato di Geneviève Gonin, era stato vittima di un tentativo di omicidio. Il fratello di lei - che si opponeva al suo matrimonio con la ragazza - aveva tentato di ucciderlo fornendo poi un alibi fasullo che lo scagionava, coperto da un amico che, in seguito, avrebbe sposato Geneviève.
Jean-Jacques decide di divertirsi, vendicandosi di coloro che avevano assassinato la sua gioventù. Ritrova, seduce e abbandona cinicamente la sua vecchia fiamma, che non sembra poi averlo pianto un granché. Poi, spinge sull'orlo del suicidio François, il figlio dell'amico traditore, gettandolo tra le braccia della sua crudele prima ballerina, Karina. Però, impietosito e sedotto dalla grazia e dal candore di François, quando riparte da Lione lo porta con sé a Parigi.
Geneviève e il suo ricordo scompaiono nel fumo del treno che lascia la stazione di Perrache insieme ai pezzi strappati di una vecchia foto gettata al vento da Jean-Jacques.

## Produzione
Il film fu prodotto dalla Compagnie Franco Coloniale Cinématographique (CFCC). Venne girato a Lione.

## Distribuzione
Venne presentato in prima mondiale in settembre al Festival di Cannes del 1946 con il titolo Le Revenant e non con il titolo originale Un revenant con cui uscì poi nelle sale francesi il 18 ottobre. In Germania venne distribuito nel gennaio 1947 in una versione ridotta a 90 minuti con il titolo Schatten der Vergangenheit. Negli Stati Uniti, fu sottotitolato dalla Westport International e presentato a New York il 24 gennaio 1948.